# Коллегиум Полоникум
Коллегиум Полоникум в Слубицах — совместная научно-дидактическая площадка двух университетов-партнёров: Университета им. Адама Мицкевича в Познани (УАМ) и Европейского университета Виадрина (ЕУВ) во Франкфурте-на-Одере, основанная в 1992. Вуз расположен в Слубицах, польском городе на противоположном берегу Одры (Одера) от Франкфурта; до 1945 года этот город был частью Франкфурта-на-Одере.

## Цели и предпосылки основания
Вуз является формой совместной трансграничной работы в области исследований и дидактики. Ответственность за эту научную площадку лежит одновременно на Польше и немецкой земле Бранденбург.
Другие европейские университеты также имеют возможность участия в реализации исследовательских и дидактических программ Коллегиум Полоникум.
Главной задачей Коллегиум Полоникум является работа в пользу научного и культурного взаимодействия между Польшей и Германией. В контексте растущей Европы Коллегиум Полоникум становится местом научных встреч студентов и преподавателей с целого континента.
Профилем Коллегиум Полоникум является производная направлений обучения и исследовательский программ существующих в УАМ в Познани и ЕУВ во Франкфурте-на-Одере. Это означает, что университет предлагает направления обучения под покровительством одного или обоих университетов, направления последипломного обучения и дополняющие дидактические занятия ЕУВ или же польских университетов. Во время создания КП в первую очередь планируются дидактические и исследовательские программы в следующих областях:
- сравнение правовых и конституционных систем Западной Европы и Центрально-восточной Европы
- польский язык и польская культура
- процессы трансформации политических систем в среднеевропейских обществах
- межкультурные процессы взаимодействия происходящие в Европе, а также между Западной Европой и Центрально-восточной
- экономические, правовые, культурные, экологические аспекты развития польско-немецкой приграничной территории в контексте расширения Евросоюза на восток
- история польско-немецких отношений
- проблематика охраны окружающей среды, а также формирование ландшафта в берегах Одры

Помимо этого Коллегиум Полоникум берет на себя роль центра встреч, организуя конференции, семинары, выставки, а также мероприятия научно-популярные с целью исправления и укрепления польско-немецких отношений. Также вуз помогает обеспечить потребности региона в области курсов языковых, специальных и повышения квалификации.

## Высшее образование в Коллегиум Полоникум
Главной задачей Коллегиум Полоникум является проведение и развитие дидактической работы. В данный момент здесь на 18 специальностях учится свыше 1700 студентов. Занятия проходят в дневной, заочной и последипломной формах. Коллегиум Полоникум предлагает возможности приобретения знаний как в области точных наук, так и гуманитарных. В процессе образования молодёжи значительную роль играет изучение иностранных языков, которое в вузе реализуется с помощью современной технической базы и специалистов.

### Высшее образование первого уровня
- Филология — специальность «Польская филология как иностранная»
- Польская филология
- Политология
- Политология (заочное)
- Охрана окружающей среды
- Землеустройство
- Физика — специальность «Прикладная информатика»

### Высшее образование второго уровня
- Политология (заочное)
- Политология на английском языке
- Master of European Studies (на немецком языке)
- Охрана европейских достояний культуры (на немецком языке)
- Master of European Politician Studies (на английском языке)
- Межкультурная коммуникация (на немецком и английском языках)

### Единое магистерское высшее образование
- Землеустройство
- Право (только для студентов «Bachelor/Master of German and Polish Law» в ЕУВ

### Последипломное высшее образование
- Part time MBA — Управление для восточной и средней Европы
- Управление в экологии
- Последипломное образование европейских программ
- Последипломное образование для учителей обществознания
- Последипломное образование для лидеров самоуправления
- Последипломное образование для кандидатов в судебные переводчики